# Eleições autárquicas de 2017 em Loures
As eleições autárquicas de 2017 serviram para eleger os diferentes membros que constituem os órgãos do poder local no concelho de Loures.
Bernardino Soares, presidente eleito em 2013 pela Coligação Democrática Unitária, foi reeleito embora com piores resultados que os obtidos em 2013, inclusivamente perdendo 1 vereador, ficando-se pelos 32,8% dos votos e 4 vereadores.
O Partido Socialista, que apresentou Sónia Paixão à Câmara, não conseguiu recuperar a câmara aos comunistas, ao obter-se pelos 28,2% dos votos e 4 vereadores.
Por fim, o Partido Social-Democrata, coligado com o Partido Popular Monárquico, apoiou André Ventura à câmara. Apesar de uma campanha polémica, com acusações de racismo e xenofobia, a coligação PSD-PPM obteve um resultado melhor que 2013, superando os 21% dos votos e elegendo 3 vereadores.

## Mapa

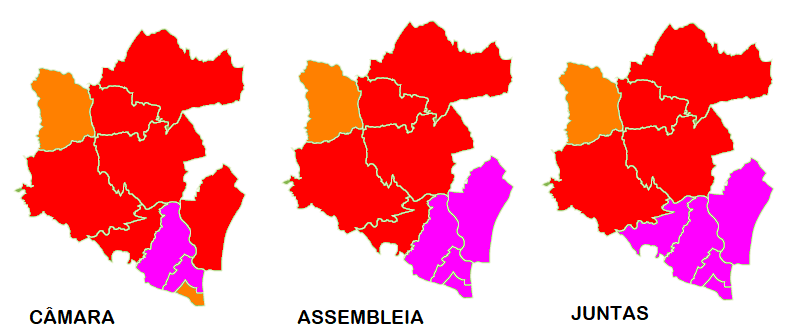
Partido mais votado por Freguesia

## Listas e Candidatos
| Lista | Lista                                           | Candidato            |
| ----- | ----------------------------------------------- | -------------------- |
|       | Coligação Democrática Unitária                  | Bernardino Soares    |
|       | Partido Socialista                              | Sónia Paixão         |
|       | PSD-PPM                                         | André Ventura        |
|       | Bloco de Esquerda                               | Fabian Figueiredo    |
|       | CDS – Partido Popular                           | Pedro Pestana Bastos |
|       | Partido Comunista dos Trabalhadores Portugueses | João Resa            |
|       | Pessoas–Animais–Natureza                        | Ana Sofia Silva      |
|       | Nós, Cidadãos!                                  | Nélson Batista       |
|       | PDR-JPP                                         | Mário Pontes         |
|       | Partido Trabalhista Português                   | Bruno Gomes          |

## Resultados Oficiais
Os resultados para os diferentes órgãos do poder local no concelho de Loures foram os seguintes:

### Câmara Municipal
| Partido                 | Partido                        | Votos   | %               | +/-  | Vereadores | +/-     |
| ----------------------- | ------------------------------ | ------- | --------------- | ---- | ---------- | ------- |
|                         | Coligação Democrática Unitária | 28 701  | 32,76 / 100,00  | 1,98 | 4 / 11     | 1       |
|                         | Partido Socialista             | 24 737  | 28,24 / 100,00  | 3,00 | 4 / 11     | Estável |
|                         | PSD-PPM                        | 18 877  | 21,55 / 100,00  | 5,55 | 3 / 11     | 1       |
|                         | Bloco de Esquerda              | 3 107   | 3,55 / 100,00   | 0,40 | 0 / 11     | Estável |
|                         | CDS – Partido Popular          | 2 508   | 2,86 / 100,00   | 0,21 | 0 / 11     | Estável |
|                         | PCTP/MRPP                      | 2 232   | 2,55 / 100,00   | 0,35 | 0 / 11     | Estável |
|                         | Pessoas–Animais–Natureza       | 1 824   | 2,08 / 100,00   | -    | 0 / 11     | -       |
|                         | Nós, Cidadãos!                 | 740     | 0,84 / 100,00   | Novo | 0 / 11     | Novo    |
|                         | PDR-JPP                        | 445     | 0,51 / 100,00   | Novo | 0 / 11     | Novo    |
|                         | Partido Trabalhista Português  | 267     | 0,30 / 100,00   | 0,23 | 0 / 11     | Estável |
| Votos Inválidos         | Votos Inválidos                | 4 162   | 4,75 / 100,00   | 2,95 |            |         |
| Total                   | Total                          | 87 600  | 100,00 / 100,00 |      | 11 / 11    |         |
| Eleitorado/Participação | Eleitorado/Participação        | 167 474 | 52,31 / 100,00  | 2,85 |            |         |

### Assembleia Municipal
| Partido                 | Partido                        | Votos   | %               | +/-  | Deputados | +/-     |
| ----------------------- | ------------------------------ | ------- | --------------- | ---- | --------- | ------- |
|                         | Partido Socialista             | 27 355  | 31,19 / 100,00  | 0,29 | 12 / 33   | Estável |
|                         | Coligação Democrática Unitária | 25 817  | 29,44 / 100,00  | 3,85 | 11 / 33   | 1       |
|                         | PSD-PPM                        | 17 295  | 19,72 / 100,00  | 3,45 | 7 / 33    | 1       |
|                         | Bloco de Esquerda              | 4 406   | 5,02 / 100,00   | 1,05 | 1 / 33    | Estável |
|                         | Pessoas–Animais–Natureza       | 2 637   | 3,01 / 100,00   | -    | 1 / 33    | -       |
|                         | CDS – Partido Popular          | 2 615   | 2,98 / 100,00   | 0,28 | 1 / 33    | Estável |
|                         | PCTP/MRPP                      | 1 959   | 2,23 / 100,00   | 0,45 | 0 / 33    | 1       |
|                         | PDR-JPP                        | 582     | 0,66 / 100,00   | Novo | 0 / 33    | Novo    |
|                         | Partido Trabalhista Português  | 340     | 0,39 / 100,00   | -    | 0 / 33    | -       |
| Votos Inválidos         | Votos Inválidos                | 4 685   | 5,35 / 100,00   | 2,85 |           |         |
| Total                   | Total                          | 87 691  | 100,00 / 100,00 |      | 33 / 33   |         |
| Eleitorado/Participação | Eleitorado/Participação        | 167 472 | 52,36 / 100,00  | 2,90 |           |         |

### Juntas de Freguesia
| Partido                 | Partido                        | Votos   | %               | +/-  | Presidentes | +/      | Vereadores | +/-     |
| ----------------------- | ------------------------------ | ------- | --------------- | ---- | ----------- | ------- | ---------- | ------- |
|                         | Partido Socialista             | 29 990  | 34,27 / 100,00  | 0,81 | 5 / 10      | 1       | 52 / 142   | 4       |
|                         | Coligação Democrática Unitária | 26 176  | 29,91 / 100,00  | 3,09 | 4 / 10      | Estável | 52 / 142   | 3       |
|                         | PSD-PPM                        | 15 949  | 18,22 / 100,00  | 1,56 | 1 / 10      | 1       | 30 / 142   | 1       |
|                         | Bloco de Esquerda              | 4 394   | 5,02 / 100,00   | 1,41 | 0 / 10      | Estável | 4 / 142    | 3       |
|                         | CDS – Partido Popular          | 2 668   | 3,05 / 100,00   | 0,24 | 0 / 10      | Estável | 0 / 142    | Estável |
|                         | Nós, Cidadãos!                 | 1 978   | 2,26 / 100,00   | Novo | 0 / 10      | Novo    | 2 / 142    | Novo    |
|                         | PCTP/MRPP                      | 832     | 0,95 / 100,00   | 0,96 | 0 / 10      | Estável | 0 / 142    | 1       |
|                         | PDR-JPP                        | 398     | 0,45 / 100,00   | Novo | 0 / 10      | Novo    | 0 / 142    | Novo    |
|                         | Grupo de Cidadãos              | 346     | 0,40 / 100,00   | -    | 0 / 10      | -       | 2 / 142    | -       |
|                         | Partido Trabalhista Português  | 67      | 0,08 / 100,00   | -    | 0 / 10      | -       | 0 / 142    | -       |
| Votos Inválidos         | Votos Inválidos                | 4 722   | 5,40 / 100,00   | 2,48 |             |         |            |         |
| Total                   | Total                          | 87 520  | 100,00 / 100,00 |      | 10 / 10     |         | 142 / 142  |         |
| Eleitorado/Participação | Eleitorado/Participação        | 167 474 | 52,26 / 100,00  | 2,91 |             |         |            |         |

## Resultados por Freguesia

### Câmara Municipal
| Freguesia                                         | %     | %     | %        | %    | %    | %    | %    | %    | %        | %    | Votantes |
| Freguesia                                         | CDU   | PS    | PSD -PPM | BE   | CDS  | PCTP | PAN  | NC   | PDR -JPP | PTP  | Votantes |
| ------------------------------------------------- | ----- | ----- | -------- | ---- | ---- | ---- | ---- | ---- | -------- | ---- | -------- |
| Bucelas                                           | 40,02 | 29,73 | 15,25    | 3,03 | 2,25 | 2,64 | 1,60 | 0,26 | 0,22     | 0,39 | 2 314    |
| Camarate, Unhos e Apelação                        | 30,87 | 32,00 | 18,92    | 4,28 | 2,63 | 2,23 | 1,72 | 0,48 | 1,01     | 0,56 | 12 586   |
| Fanhões                                           | 39,33 | 28,37 | 17,36    | 1,86 | 2,34 | 1,86 | 0,69 | 0,34 | 1,10     | 0,55 | 1 452    |
| Loures                                            | 37,27 | 22,41 | 24,37    | 2,69 | 2,99 | 2,43 | 1,78 | 0,74 | 0,59     | 0,32 | 13 282   |
| Lousa                                             | 24,44 | 18,68 | 40,82    | 2,94 | 1,60 | 2,82 | 1,54 | 0,32 | 0,64     | 0,26 | 1 563    |
| Moscavide e Portela                               | 21,66 | 28,47 | 28,66    | 3,57 | 4,47 | 2,27 | 2,05 | 3,70 | 0,30     | 0,18 | 10 359   |
| Sacavém e Prior Velho                             | 29,16 | 34,10 | 19,97    | 3,55 | 2,93 | 1,79 | 2,56 | 0,35 | 0,32     | 0,21 | 10 274   |
| Santa Iria de Azoia, São João da Talha e Bobadela | 33,89 | 29,50 | 19,32    | 3,48 | 2,41 | 3,16 | 2,38 | 0,43 | 0,36     | 0,28 | 20 618   |
| Santo Antão e São Julião do Tojal                 | 47,30 | 23,87 | 14,78    | 2,48 | 1,69 | 3,25 | 1,31 | 0,23 | 0,36     | 0,28 | 3 905    |
| Santo António dos Cavaleiros e Frielas            | 34,79 | 25,56 | 21,50    | 4,61 | 3,05 | 2,65 | 2,53 | 0,43 | 0,50     | 0,21 | 11 247   |
| Loures                                            | 32,76 | 28,24 | 21,55    | 3,55 | 2,86 | 2,55 | 2,08 | 0,84 | 0,51     | 0,30 | 87 600   |

#### Bucelas
| Partido                 | Partido                        | Votos | %               | +/-  |
| ----------------------- | ------------------------------ | ----- | --------------- | ---- |
|                         | Coligação Democrática Unitária | 926   | 40,02 / 100,00  | 3,03 |
|                         | Partido Socialista             | 688   | 29,73 / 100,00  | 3,97 |
|                         | PSD-PPM                        | 353   | 15,25 / 100,00  | 0,79 |
|                         | Bloco de Esquerda              | 70    | 3,03 / 100,00   | 1,09 |
|                         | PCTP/MRPP                      | 61    | 2,64 / 100,00   | 0,28 |
|                         | CDS – Partido Popular          | 52    | 2,25 / 100,00   | 0,48 |
|                         | Pessoas–Animais–Natureza       | 37    | 1,60 / 100,00   | -    |
|                         | Partido Trabalhista Português  | 9     | 0,39 / 100,00   | 0,25 |
|                         | Nós, Cidadãos!                 | 6     | 0,26 / 100,00   | Novo |
|                         | PDR-JPP                        | 5     | 0,22 / 100,00   | Novo |
| Votos Inválidos         | Votos Inválidos                | 107   | 4,62 / 100,00   | 2,38 |
| Total                   | Total                          | 2 314 | 100,00 / 100,00 |      |
| Eleitorado/Participação | Eleitorado/Participação        | 3 830 | 60,42 / 100,00  | 4,92 |

#### Camarate, Unhos e Apelação
| Partido                 | Partido                        | Votos  | %               | +/-  |
| ----------------------- | ------------------------------ | ------ | --------------- | ---- |
|                         | Partido Socialista             | 4 028  | 32,00 / 100,00  | 1,68 |
|                         | Coligação Democrática Unitária | 3 885  | 30,87 / 100,00  | 3,94 |
|                         | PSD-PPM                        | 2 381  | 18,92 / 100,00  | 7,39 |
|                         | Bloco de Esquerda              | 539    | 4,28 / 100,00   | 1,30 |
|                         | CDS – Partido Popular          | 331    | 2,63 / 100,00   | 0,67 |
|                         | PCTP/MRPP                      | 281    | 2,23 / 100,00   | 2,01 |
|                         | Pessoas–Animais–Natureza       | 217    | 1,72 / 100,00   | -    |
|                         | PDR-JPP                        | 127    | 1,01 / 100,00   | Novo |
|                         | Partido Trabalhista Português  | 70     | 0,56 / 100,00   | 0,06 |
|                         | Nós, Cidadãos!                 | 61     | 0,48 / 100,00   | Novo |
| Votos Inválidos         | Votos Inválidos                | 666    | 5,29 / 100,00   | 2,67 |
| Total                   | Total                          | 12 586 | 100,00 / 100,00 |      |
| Eleitorado/Participação | Eleitorado/Participação        | 27 277 | 46,14 / 100,00  | 0,91 |

#### Fanhões
| Partido                 | Partido                        | Votos | %               | +/-  |
| ----------------------- | ------------------------------ | ----- | --------------- | ---- |
|                         | Coligação Democrática Unitária | 571   | 39,33 / 100,00  | 4,65 |
|                         | Partido Socialista             | 412   | 28,37 / 100,00  | 9,50 |
|                         | PSD-PPM                        | 252   | 17,36 / 100,00  | 1,93 |
|                         | CDS – Partido Popular          | 34    | 2,34 / 100,00   | 0,39 |
|                         | Bloco de Esquerda              | 27    | 1,86 / 100,00   | 0,16 |
|                         | PCTP/MRPP                      | 27    | 1,86 / 100,00   | 0,02 |
|                         | PDR-JPP                        | 16    | 1,10 / 100,00   | Novo |
|                         | Pessoas–Animais–Natureza       | 10    | 0,69 / 100,00   | -    |
|                         | Partido Trabalhista Português  | 8     | 0,55 / 100,00   | 0,48 |
|                         | Nós, Cidadãos!                 | 5     | 0,34 / 100,00   | Novo |
| Votos Inválidos         | Votos Inválidos                | 90    | 6,20 / 100,00   | 0,50 |
| Total                   | Total                          | 1 452 | 100,00 / 100,00 |      |
| Eleitorado/Participação | Eleitorado/Participação        | 2 155 | 67,38 / 100,00  | 4,35 |

#### Loures
| Partido                 | Partido                        | Votos  | %               | +/-  |
| ----------------------- | ------------------------------ | ------ | --------------- | ---- |
|                         | Coligação Democrática Unitária | 4 950  | 37,27 / 100,00  | 1,68 |
|                         | PSD-PPM                        | 3 237  | 24,37 / 100,00  | 6,57 |
|                         | Partido Socialista             | 2 976  | 22,41 / 100,00  | 5,38 |
|                         | CDS – Partido Popular          | 397    | 2,99 / 100,00   | 0,16 |
|                         | Bloco de Esquerda              | 357    | 2,69 / 100,00   | 0,25 |
|                         | PCTP/MRPP                      | 323    | 2,43 / 100,00   | 0,25 |
|                         | Pessoas–Animais–Natureza       | 236    | 1,78 / 100,00   | -    |
|                         | Nós, Cidadãos!                 | 98     | 0,74 / 100,00   | Novo |
|                         | PDR-JPP                        | 79     | 0,59 / 100,00   | Novo |
|                         | Partido Trabalhista Português  | 43     | 0,32 / 100,00   | 0,07 |
| Votos Inválidos         | Votos Inválidos                | 586    | 4,41 / 100,00   | 2,34 |
| Total                   | Total                          | 13 282 | 100,00 / 100,00 |      |
| Eleitorado/Participação | Eleitorado/Participação        | 24 328 | 54,60 / 100,00  | 3,98 |

#### Lousa
| Partido                 | Partido                        | Votos | %               | +/-  |
| ----------------------- | ------------------------------ | ----- | --------------- | ---- |
|                         | PSD-PPM                        | 638   | 40,82 / 100,00  | 1,96 |
|                         | Coligação Democrática Unitária | 382   | 24,44 / 100,00  | 0,85 |
|                         | Partido Socialista             | 292   | 18,68 / 100,00  | 1,90 |
|                         | Bloco de Esquerda              | 46    | 2,94 / 100,00   | 0,84 |
|                         | PCTP/MRPP                      | 44    | 2,82 / 100,00   | 0,20 |
|                         | CDS – Partido Popular          | 25    | 1,60 / 100,00   | 1,48 |
|                         | Pessoas–Animais–Natureza       | 24    | 1,54 / 100,00   | -    |
|                         | PDR-JPP                        | 10    | 0,64 / 100,00   | Novo |
|                         | Nós, Cidadãos!                 | 5     | 0,32 / 100,00   | Novo |
|                         | Partido Trabalhista Português  | 4     | 0,26 / 100,00   | 0,07 |
| Votos Inválidos         | Votos Inválidos                | 93    | 5,95 / 100,00   | 0,73 |
| Total                   | Total                          | 1 563 | 100,00 / 100,00 |      |
| Eleitorado/Participação | Eleitorado/Participação        | 2 559 | 61,08 / 100,00  | 2,66 |

#### Moscavide e Portela
| Partido                 | Partido                        | Votos  | %               | +/-  |
| ----------------------- | ------------------------------ | ------ | --------------- | ---- |
|                         | PSD-PPM                        | 2 985  | 28,82 / 100,00  | 0,49 |
|                         | Partido Socialista             | 2 949  | 28,47 / 100,00  | 2,21 |
|                         | Coligação Democrática Unitária | 2 244  | 21,66 / 100,00  | 1,79 |
|                         | CDS – Partido Popular          | 463    | 4,47 / 100,00   | 0,63 |
|                         | Nós, Cidadãos!                 | 383    | 3,70 / 100,00   | Novo |
|                         | Bloco de Esquerda              | 370    | 3,57 / 100,00   | 0,13 |
|                         | PCTP/MRPP                      | 235    | 2,27 / 100,00   | 0,71 |
|                         | Pessoas–Animais–Natureza       | 212    | 2,05 / 100,00   | -    |
|                         | PDR-JPP                        | 31     | 0,30 / 100,00   | Novo |
|                         | Partido Trabalhista Português  | 19     | 0,18 / 100,00   | 1,92 |
| Votos Inválidos         | Votos Inválidos                | 468    | 4,52 / 100,00   | 2,75 |
| Total                   | Total                          | 10 359 | 100,00 / 100,00 |      |
| Eleitorado/Participação | Eleitorado/Participação        | 19 063 | 54,34 / 100,00  | 3,62 |

#### Sacavém e Prior Velho
| Partido                 | Partido                        | Votos  | %               | +/-  |
| ----------------------- | ------------------------------ | ------ | --------------- | ---- |
|                         | Partido Socialista             | 3 503  | 34,10 / 100,00  | 0,92 |
|                         | Coligação Democrática Unitária | 2 996  | 29,16 / 100,00  | 4,55 |
|                         | PSD-PPM                        | 2 052  | 19,97 / 100,00  | 5,88 |
|                         | Bloco de Esquerda              | 365    | 3,55 / 100,00   | 0,02 |
|                         | CDS – Partido Popular          | 301    | 2,93 / 100,00   | 0,30 |
|                         | Pessoas–Animais–Natureza       | 263    | 2,56 / 100,00   | -    |
|                         | PCTP/MRPP                      | 184    | 1,79 / 100,00   | 0,73 |
|                         | Nós, Cidadãos!                 | 36     | 0,35 / 100,00   | Novo |
|                         | PDR-JPP                        | 33     | 0,32 / 100,00   | Novo |
|                         | Partido Trabalhista Português  | 22     | 0,21 / 100,00   | 0,15 |
| Votos Inválidos         | Votos Inválidos                | 519    | 5,05 / 100,00   | 3,55 |
| Total                   | Total                          | 10 274 | 100,00 / 100,00 |      |
| Eleitorado/Participação | Eleitorado/Participação        | 19 759 | 52,00 / 100,00  | 3,56 |

#### Santa Iria de Azoia, São João da Talha e Bobadela
| Partido                 | Partido                        | Votos  | %               | +/-     |
| ----------------------- | ------------------------------ | ------ | --------------- | ------- |
|                         | Coligação Democrática Unitária | 6 987  | 33,89 / 100,00  | 4,01    |
|                         | Partido Socialista             | 6 082  | 29,50 / 100,00  | 2,68    |
|                         | PSD-PPM                        | 3 984  | 19,32 / 100,00  | 7,16    |
|                         | Bloco de Esquerda              | 718    | 3,48 / 100,00   | 0,48    |
|                         | PCTP/MRPP                      | 652    | 3,16 / 100,00   | Estável |
|                         | CDS – Partido Popular          | 496    | 2,41 / 100,00   | 0,15    |
|                         | Pessoas–Animais–Natureza       | 490    | 2,38 / 100,00   | -       |
|                         | Nós, Cidadãos!                 | 89     | 0,43 / 100,00   | Novo    |
|                         | PDR-JPP                        | 74     | 0,36 / 100,00   | Novo    |
|                         | Partido Trabalhista Português  | 57     | 0,28 / 100,00   | 0,04    |
| Votos Inválidos         | Votos Inválidos                | 989    | 4,80 / 100,00   | 3,49    |
| Total                   | Total                          | 20 618 | 100,00 / 100,00 |         |
| Eleitorado/Participação | Eleitorado/Participação        | 37 212 | 55,41 / 100,00  | 2,47    |

#### Santo Antão e São Julião do Tojal
| Partido                 | Partido                        | Votos | %               | +/-  |
| ----------------------- | ------------------------------ | ----- | --------------- | ---- |
|                         | Coligação Democrática Unitária | 1 847 | 47,30 / 100,00  | 2,75 |
|                         | Partido Socialista             | 932   | 23,87 / 100,00  | 8,36 |
|                         | PSD-PPM                        | 577   | 14,78 / 100,00  | 4,78 |
|                         | PCTP/MRPP                      | 127   | 3,25 / 100,00   | 1,01 |
|                         | Bloco de Esquerda              | 97    | 2,48 / 100,00   | 0,11 |
|                         | CDS – Partido Popular          | 66    | 1,69 / 100,00   | 0,22 |
|                         | Pessoas–Animais–Natureza       | 51    | 1,31 / 100,00   | -    |
|                         | PDR-JPP                        | 14    | 0,36 / 100,00   | Novo |
|                         | Nós, Cidadãos!                 | 11    | 0,28 / 100,00   | Novo |
|                         | Partido Trabalhista Português  | 9     | 0,23 / 100,00   | 0,03 |
| Votos Inválidos         | Votos Inválidos                | 174   | 4,46 / 100,00   | 1,61 |
| Total                   | Total                          | 3 905 | 100,00 / 100,00 |      |
| Eleitorado/Participação | Eleitorado/Participação        | 6 752 | 57,83 / 100,00  | 2,43 |

#### Santo António dos Cavaleiros e Frielas
| Partido                 | Partido                        | Votos  | %               | +/-  |
| ----------------------- | ------------------------------ | ------ | --------------- | ---- |
|                         | Coligação Democrática Unitária | 3 913  | 34,79 / 100,00  | 0,54 |
|                         | Partido Socialista             | 2 875  | 25,56 / 100,00  | 5,02 |
|                         | PSD-PPM                        | 2 418  | 21,50 / 100,00  | 6,85 |
|                         | Bloco de Esquerda              | 518    | 4,61 / 100,00   | 0,34 |
|                         | CDS – Partido Popular          | 343    | 3,05 / 100,00   | 0,38 |
|                         | PCTP/MRPP                      | 298    | 2,65 / 100,00   | 0,23 |
|                         | Pessoas–Animais–Natureza       | 284    | 2,53 / 100,00   | -    |
|                         | PDR-JPP                        | 56     | 0,50 / 100,00   | Novo |
|                         | Nós, Cidadãos!                 | 48     | 0,43 / 100,00   | Novo |
|                         | Partido Trabalhista Português  | 24     | 0,21 / 100,00   | 0,15 |
| Votos Inválidos         | Votos Inválidos                | 470    | 4,18 / 100,00   | 4,00 |
| Total                   | Total                          | 11 247 | 100,00 / 100,00 |      |
| Eleitorado/Participação | Eleitorado/Participação        | 24 539 | 45,83 / 100,00  | 4,44 |

### Assembleia Municipal
| Freguesia                                         | %     | %     | %        | %    | %    | %    | %    | %        | %    | Votantes |
| Freguesia                                         | PS    | CDU   | PSD -PPM | BE   | PAN  | CDS  | PCTP | PDR -JPP | PTP  | Votantes |
| ------------------------------------------------- | ----- | ----- | -------- | ---- | ---- | ---- | ---- | -------- | ---- | -------- |
| Bucelas                                           | 32,07 | 37,12 | 12,83    | 4,84 | 2,33 | 2,81 | 1,90 | 0,22     | 0,69 | 2 314    |
| Camarate, Unhos e Apelação                        | 33,34 | 28,99 | 16,52    | 6,28 | 2,53 | 2,69 | 2,21 | 1,10     | 0,59 | 12 587   |
| Fanhões                                           | 31,06 | 37,60 | 14,67    | 2,27 | 1,93 | 1,72 | 2,00 | 0,90     | 0,96 | 1 452    |
| Loures                                            | 25,27 | 33,00 | 22,96    | 4,34 | 3,03 | 2,93 | 2,06 | 0,99     | 0,34 | 13 280   |
| Lousa                                             | 21,29 | 20,52 | 40,28    | 3,90 | 2,30 | 2,24 | 2,17 | 0,64     | 0,38 | 1 564    |
| Moscavide e Portela                               | 32,53 | 16,56 | 29,53    | 5,06 | 2,98 | 5,36 | 1,95 | 0,45     | 0,26 | 10 456   |
| Sacavém e Prior Velho                             | 37,41 | 25,97 | 17,83    | 4,68 | 3,30 | 2,94 | 1,63 | 0,40     | 0,30 | 10 271   |
| Santa Iria de Azoia, São João da Talha e Bobadela | 32,94 | 31,33 | 16,58    | 4,62 | 3,23 | 2,38 | 2,69 | 0,47     | 0,41 | 20 618   |
| Santo Antão e São Julião do Tojal                 | 25,12 | 45,99 | 13,19    | 3,38 | 1,69 | 1,64 | 3,25 | 0,36     | 0,31 | 3 905    |
| Santo António dos Cavaleiros e Frielas            | 29,00 | 30,29 | 19,33    | 6,57 | 3,69 | 3,09 | 2,21 | 0,77     | 0,27 | 11 244   |
| Loures                                            | 31,19 | 29,44 | 19,72    | 5,02 | 3,01 | 2,98 | 2,23 | 0,66     | 0,39 | 87 691   |

#### Bucelas
| Partido                 | Partido                        | Votos | %               | +/-  |
| ----------------------- | ------------------------------ | ----- | --------------- | ---- |
|                         | Coligação Democrática Unitária | 859   | 37,12 / 100,00  | 4,49 |
|                         | Partido Socialista             | 742   | 32,07 / 100,00  | 5,01 |
|                         | PSD-PPM                        | 297   | 12,83 / 100,00  | 0,61 |
|                         | Bloco de Esquerda              | 112   | 4,84 / 100,00   | 0,26 |
|                         | CDS – Partido Popular          | 65    | 2,81 / 100,00   | 0,02 |
|                         | Pessoas–Animais–Natureza       | 54    | 2,33 / 100,00   | -    |
|                         | PCTP/MRPP                      | 44    | 1,90 / 100,00   | 0,23 |
|                         | PDR-JPP                        | 16    | 0,69 / 100,00   | Novo |
|                         | Partido Trabalhista Português  | 5     | 0,22 / 100,00   | -    |
| Votos Inválidos         | Votos Inválidos                | 120   | 5,18 / 100,00   | 2,09 |
| Total                   | Total                          | 2 314 | 100,00 / 100,00 |      |
| Eleitorado/Participação | Eleitorado/Participação        | 3 830 | 60,42 / 100,00  | 4,92 |

#### Camarate, Unhos e Apelação
| Partido                 | Partido                        | Votos  | %               | +/-  |
| ----------------------- | ------------------------------ | ------ | --------------- | ---- |
|                         | Partido Socialista             | 4 196  | 33,44 / 100,00  | 0,36 |
|                         | Coligação Democrática Unitária | 3 649  | 28,99 / 100,00  | 4,98 |
|                         | PSD-PPM                        | 2 080  | 16,52 / 100,00  | 5,26 |
|                         | Bloco de Esquerda              | 790    | 6,28 / 100,00   | 2,53 |
|                         | CDS – Partido Popular          | 338    | 2,69 / 100,00   | 0,60 |
|                         | Pessoas–Animais–Natureza       | 319    | 2,53 / 100,00   | -    |
|                         | PCTP/MRPP                      | 278    | 2,21 / 100,00   | 1,83 |
|                         | PDR-JPP                        | 138    | 1,10 / 100,00   | Novo |
|                         | Partido Trabalhista Português  | 74     | 0,59 / 100,00   | -    |
| Votos Inválidos         | Votos Inválidos                | 725    | 5,76 / 100,00   | 2,84 |
| Total                   | Total                          | 12 587 | 100,00 / 100,00 |      |
| Eleitorado/Participação | Eleitorado/Participação        | 27 277 | 46,15 / 100,00  | 0,92 |

#### Fanhões
| Partido                 | Partido                        | Votos | %               | +/-  |
| ----------------------- | ------------------------------ | ----- | --------------- | ---- |
|                         | Coligação Democrática Unitária | 546   | 37,60 / 100,00  | 3,76 |
|                         | Partido Socialista             | 451   | 31,06 / 100,00  | 7,16 |
|                         | PSD-PPM                        | 213   | 14,67 / 100,00  | 0,01 |
|                         | Bloco de Esquerda              | 33    | 2,27 / 100,00   | 0,23 |
|                         | PCTP/MRPP                      | 29    | 2,00 / 100,00   | 0,47 |
|                         | Pessoas–Animais–Natureza       | 28    | 1,93 / 100,00   | -    |
|                         | CDS – Partido Popular          | 25    | 1,72 / 100,00   | 0,85 |
|                         | Partido Trabalhista Português  | 14    | 0,96 / 100,00   | -    |
|                         | PDR-JPP                        | 13    | 0,90 / 100,00   | Novo |
| Votos Inválidos         | Votos Inválidos                | 100   | 6,89 / 100,00   | 0,63 |
| Total                   | Total                          | 1 452 | 100,00 / 100,00 |      |
| Eleitorado/Participação | Eleitorado/Participação        | 2 155 | 67,38 / 100,00  | 4,35 |

#### Loures
| Partido                 | Partido                        | Votos  | %               | +/-  |
| ----------------------- | ------------------------------ | ------ | --------------- | ---- |
|                         | Coligação Democrática Unitária | 4 383  | 33,00 / 100,00  | 3,63 |
|                         | Partido Socialista             | 3 356  | 25,27 / 100,00  | 2,51 |
|                         | PSD-PPM                        | 3 049  | 22,96 / 100,00  | 4,63 |
|                         | Bloco de Esquerda              | 576    | 4,34 / 100,00   | 0,86 |
|                         | Pessoas–Animais–Natureza       | 403    | 3,03 / 100,00   | -    |
|                         | CDS – Partido Popular          | 389    | 2,93 / 100,00   | 0,37 |
|                         | PCTP/MRPP                      | 274    | 2,06 / 100,00   | 0,02 |
|                         | PDR-JPP                        | 131    | 0,99 / 100,00   | Novo |
|                         | Partido Trabalhista Português  | 45     | 0,34 / 100,00   | -    |
| Votos Inválidos         | Votos Inválidos                | 674    | 5,08 / 100,00   | 2,46 |
| Total                   | Total                          | 13 280 | 100,00 / 100,00 |      |
| Eleitorado/Participação | Eleitorado/Participação        | 24 328 | 54,59 / 100,00  | 3,97 |

#### Lousa
| Partido                 | Partido                        | Votos | %               | +/-  |
| ----------------------- | ------------------------------ | ----- | --------------- | ---- |
|                         | PSD-PPM                        | 630   | 40,28 / 100,00  | 0,68 |
|                         | Partido Socialista             | 333   | 21,29 / 100,00  | 0,58 |
|                         | Coligação Democrática Unitária | 321   | 20,52 / 100,00  | 1,96 |
|                         | Bloco de Esquerda              | 61    | 3,90 / 100,00   | 1,54 |
|                         | Pessoas–Animais–Natureza       | 36    | 2,30 / 100,00   | -    |
|                         | CDS – Partido Popular          | 35    | 2,24 / 100,00   | 1,63 |
|                         | PCTP/MRPP                      | 34    | 2,17 / 100,00   | 0,27 |
|                         | PDR-JPP                        | 10    | 0,64 / 100,00   | Novo |
|                         | Partido Trabalhista Português  | 6     | 0,38 / 100,00   | -    |
| Votos Inválidos         | Votos Inválidos                | 98    | 6,27 / 100,00   | 0,81 |
| Total                   | Total                          | 1 564 | 100,00 / 100,00 |      |
| Eleitorado/Participação | Eleitorado/Participação        | 2 559 | 61,12 / 100,00  | 2,70 |

#### Moscavide e Portela
| Partido                 | Partido                        | Votos  | %               | +/-  |
| ----------------------- | ------------------------------ | ------ | --------------- | ---- |
|                         | Partido Socialista             | 3 327  | 32,12 / 100,00  | 1,56 |
|                         | PSD-PPM                        | 3 049  | 29,44 / 100,00  | 3,10 |
|                         | Coligação Democrática Unitária | 1 737  | 16,77 / 100,00  | 1,31 |
|                         | CDS – Partido Popular          | 563    | 5,44 / 100,00   | 1,13 |
|                         | Bloco de Esquerda              | 524    | 5,06 / 100,00   | 0,80 |
|                         | Pessoas–Animais–Natureza       | 328    | 3,17 / 100,00   | -    |
|                         | PCTP/MRPP                      | 200    | 1,93 / 100,00   | 0,14 |
|                         | PDR-JPP                        | 49     | 0,47 / 100,00   | Novo |
|                         | Partido Trabalhista Português  | 25     | 0,24 / 100,00   | -    |
| Votos Inválidos         | Votos Inválidos                | 556    | 5,37 / 100,00   | 2,22 |
| Total                   | Total                          | 10 358 | 100,00 / 100,00 |      |
| Eleitorado/Participação | Eleitorado/Participação        | 19 063 | 54,34 / 100,00  | 3,62 |

#### Sacavém e Prior Velho
| Partido                 | Partido                        | Votos  | %               | +/-  |
| ----------------------- | ------------------------------ | ------ | --------------- | ---- |
|                         | Partido Socialista             | 3 842  | 37,41 / 100,00  | 4,02 |
|                         | Coligação Democrática Unitária | 2 667  | 25,97 / 100,00  | 6,47 |
|                         | PSD-PPM                        | 1 831  | 17,83 / 100,00  | 3,96 |
|                         | Bloco de Esquerda              | 481    | 4,68 / 100,00   | 0,40 |
|                         | Pessoas–Animais–Natureza       | 339    | 3,30 / 100,00   | -    |
|                         | CDS – Partido Popular          | 302    | 2,94 / 100,00   | 0,53 |
|                         | PCTP/MRPP                      | 167    | 1,63 / 100,00   | 0,87 |
|                         | PDR-JPP                        | 41     | 0,40 / 100,00   | Novo |
|                         | Partido Trabalhista Português  | 31     | 0,30 / 100,00   | -    |
| Votos Inválidos         | Votos Inválidos                | 570    | 5,55 / 100,00   | 3,62 |
| Total                   | Total                          | 10 271 | 100,00 / 100,00 |      |
| Eleitorado/Participação | Eleitorado/Participação        | 19 759 | 51,98 / 100,00  | 3,56 |

#### Santa Iria de Azoia, São João da Talha e Bobadela
| Partido                 | Partido                        | Votos  | %               | +/-  |
| ----------------------- | ------------------------------ | ------ | --------------- | ---- |
|                         | Partido Socialista             | 6 792  | 32,94 / 100,00  | 0,29 |
|                         | Coligação Democrática Unitária | 6 459  | 31,33 / 100,00  | 5,64 |
|                         | PSD-PPM                        | 3 419  | 16,58 / 100,00  | 4,96 |
|                         | Bloco de Esquerda              | 953    | 4,62 / 100,00   | 0,96 |
|                         | Pessoas–Animais–Natureza       | 665    | 3,23 / 100,00   | -    |
|                         | PCTP/MRPP                      | 554    | 2,69 / 100,00   | 0,48 |
|                         | CDS – Partido Popular          | 490    | 2,38 / 100,00   | 0,27 |
|                         | PDR-JPP                        | 96     | 0,47 / 100,00   | Novo |
|                         | Partido Trabalhista Português  | 85     | 0,41 / 100,00   | -    |
| Votos Inválidos         | Votos Inválidos                | 1 105  | 5,36 / 100,00   | 3,19 |
| Total                   | Total                          | 20 618 | 100,00 / 100,00 |      |
| Eleitorado/Participação | Eleitorado/Participação        | 37 212 | 55,41 / 100,00  | 2,47 |

#### Santo Antão e São Julião do Tojal
| Partido                 | Partido                        | Votos | %               | +/-  |
| ----------------------- | ------------------------------ | ----- | --------------- | ---- |
|                         | Coligação Democrática Unitária | 1 796 | 45,99 / 100,00  | 2,10 |
|                         | Partido Socialista             | 981   | 25,12 / 100,00  | 7,52 |
|                         | PSD-PPM                        | 515   | 13,19 / 100,00  | 3,49 |
|                         | Bloco de Esquerda              | 132   | 3,38 / 100,00   | 0,38 |
|                         | PCTP/MRPP                      | 127   | 3,25 / 100,00   | 1,44 |
|                         | Pessoas–Animais–Natureza       | 66    | 1,69 / 100,00   | -    |
|                         | CDS – Partido Popular          | 64    | 1,64 / 100,00   | 0,55 |
|                         | PDR-JPP                        | 14    | 0,36 / 100,00   | Novo |
|                         | Partido Trabalhista Português  | 12    | 0,31 / 100,00   | -    |
| Votos Inválidos         | Votos Inválidos                | 198   | 5,07 / 100,00   | 1,13 |
| Total                   | Total                          | 3 905 | 100,00 / 100,00 |      |
| Eleitorado/Participação | Eleitorado/Participação        | 6 752 | 57,83 / 100,00  | 2,43 |

#### Santo António dos Cavaleiros e Frielas
| Partido                 | Partido                        | Votos  | %               | +/-  |
| ----------------------- | ------------------------------ | ------ | --------------- | ---- |
|                         | Coligação Democrática Unitária | 3 406  | 30,29 / 100,00  | 2,81 |
|                         | Partido Socialista             | 3 261  | 29,00 / 100,00  | 1,93 |
|                         | PSD-PPM                        | 2 173  | 19,33 / 100,00  | 4,67 |
|                         | Bloco de Esquerda              | 739    | 6,57 / 100,00   | 1,15 |
|                         | Pessoas–Animais–Natureza       | 415    | 3,69 / 100,00   | -    |
|                         | CDS – Partido Popular          | 347    | 3,09 / 100,00   | 0,53 |
|                         | PCTP/MRPP                      | 248    | 2,21 / 100,00   | 0,10 |
|                         | PDR-JPP                        | 87     | 0,77 / 100,00   | Novo |
|                         | Partido Trabalhista Português  | 30     | 0,27 / 100,00   | -    |
| Votos Inválidos         | Votos Inválidos                | 538    | 4,78 / 100,00   | 4,13 |
| Total                   | Total                          | 11 244 | 100,00 / 100,00 |      |
| Eleitorado/Participação | Eleitorado/Participação        | 24 539 | 45,82 / 100,00  | 4,45 |

### Juntas de Freguesia

#### Bucelas
| Partido                 | Partido                        | Votos | %               | +/-   | Mandatos | +/-     |
| ----------------------- | ------------------------------ | ----- | --------------- | ----- | -------- | ------- |
|                         | Coligação Democrática Unitária | 1 000 | 43,22 / 100,00  | 4,09  | 5 / 9    | 1       |
|                         | Partido Socialista             | 768   | 33,19 / 100,00  | 12,43 | 3 / 9    | 1       |
|                         | PSD-PPM                        | 239   | 10,33 / 100,00  | 3,57  | 1 / 9    | Estável |
|                         | Bloco de Esquerda              | 136   | 5,88 / 100,00   | 1,02  | 0 / 9    | Estável |
|                         | CDS – Partido Popular          | 64    | 2,77 / 100,00   | 0,47  | 0 / 9    | Estável |
| Votos Inválidos         | Votos Inválidos                | 107   | 4,62 / 100,00   | 3,26  |          |         |
| Total                   | Total                          | 2 314 | 100,00 / 100,00 |       | 9 / 9    |         |
| Eleitorado/Participação | Eleitorado/Participação        | 3 830 | 60,42 / 100,00  | 4,92  |          |         |

#### Camarate, Unhos e Apelação
| Partido                 | Partido                        | Votos  | %               | +/-  | Mandatos | +/-     |
| ----------------------- | ------------------------------ | ------ | --------------- | ---- | -------- | ------- |
|                         | Partido Socialista             | 4 320  | 34,32 / 100,00  | 0,48 | 8 / 19   | Estável |
|                         | Coligação Democrática Unitária | 4 311  | 34,25 / 100,00  | 0,60 | 7 / 19   | 1       |
|                         | PSD-PPM                        | 1 903  | 15,12 / 100,00  | 5,19 | 3 / 19   | 1       |
|                         | Bloco de Esquerda              | 721    | 5,73 / 100,00   | 2,43 | 1 / 19   | 1       |
|                         | CDS – Partido Popular          | 348    | 2,76 / 100,00   | 0,50 | 0 / 19   | Estável |
|                         | PDR-JPP                        | 249    | 1,98 / 100,00   | Novo | 0 / 19   | Novo    |
| Votos Inválidos         | Votos Inválidos                | 736    | 5,85 / 100,00   | 0,80 |          |         |
| Total                   | Total                          | 12 588 | 100,00 / 100,00 |      | 19 / 19  |         |
| Eleitorado/Participação | Eleitorado/Participação        | 27 277 | 46,15 / 100,00  | 0,92 |          |         |

#### Fanhões
| Partido                 | Partido                          | Votos | %               | +/-   | Mandatos | +/-     |
| ----------------------- | -------------------------------- | ----- | --------------- | ----- | -------- | ------- |
|                         | Coligação Democrática Unitária   | 521   | 35,88 / 100,00  | 2,52  | 4 / 9    | 1       |
|                         | Partido Socialista               | 384   | 26,45 / 100,00  | 20,39 | 3 / 9    | 2       |
|                         | Unidos pela Freguesia de Fanhões | 346   | 23,83 / 100,00  | Novo  | 2 / 9    | Novo    |
|                         | PSD-PPM                          | 93    | 6,40 / 100,00   | 6,25  | 0 / 9    | 1       |
|                         | Bloco de Esquerda                | 20    | 1,38 / 100,00   | -     | 0 / 9    | -       |
|                         | CDS – Partido Popular            | 15    | 1,03 / 100,00   | 0,85  | 0 / 9    | Estável |
| Votos Inválidos         | Votos Inválidos                  | 73    | 5,03 / 100,00   | 0,26  |          |         |
| Total                   | Total                            | 1 452 | 100,00 / 100,00 |       | 9 / 9    |         |
| Eleitorado/Participação | Eleitorado/Participação          | 2 155 | 67,38 / 100,00  | 4,35  |          |         |

#### Loures
| Partido                 | Partido                        | Votos  | %               | +/-  | Mandatos | +/-     |
| ----------------------- | ------------------------------ | ------ | --------------- | ---- | -------- | ------- |
|                         | Coligação Democrática Unitária | 4 409  | 33,20 / 100,00  | 4,01 | 7 / 19   | 1       |
|                         | Partido Socialista             | 3 735  | 28,13 / 100,00  | 1,06 | 6 / 19   | 1       |
|                         | PSD-PPM                        | 2 874  | 21,64 / 100,00  | 2,94 | 5 / 19   | 1       |
|                         | Bloco de Esquerda              | 583    | 4,39 / 100,00   | 0,56 | 1 / 19   | 1       |
|                         | CDS – Partido Popular          | 397    | 2,99 / 100,00   | 0,36 | 0 / 19   | Estável |
|                         | Nós, Cidadãos!                 | 330    | 2,48 / 100,00   | Novo | 0 / 19   | Novo    |
|                         | PDR-JPP                        | 149    | 1,12 / 100,00   | Novo | 0 / 19   | Novo    |
|                         | Partido Trabalhista Português  | 67     | 0,50 / 100,00   | -    | 0 / 19   | -       |
| Votos Inválidos         | Votos Inválidos                | 736    | 5,54 / 100,00   | 2,18 |          |         |
| Total                   | Total                          | 13 280 | 100,00 / 100,00 |      | 19 / 19  |         |
| Eleitorado/Participação | Eleitorado/Participação        | 24 328 | 54,59 / 100,00  | 3,99 |          |         |

#### Lousa
| Partido                 | Partido                        | Votos | %               | +/-  | Mandatos | +/-     |
| ----------------------- | ------------------------------ | ----- | --------------- | ---- | -------- | ------- |
|                         | PSD-PPM                        | 988   | 63,13 / 100,00  | 3,76 | 7 / 9    | Estável |
|                         | Partido Socialista             | 235   | 15,02 / 100,00  | 0,54 | 1 / 9    | Estável |
|                         | Coligação Democrática Unitária | 170   | 10,86 / 100,00  | 3,43 | 1 / 9    | Estável |
|                         | Bloco de Esquerda              | 55    | 3,51 / 100,00   | -    | 0 / 9    | -       |
|                         | CDS – Partido Popular          | 51    | 3,26 / 100,00   | 1,46 | 0 / 9    | Estável |
| Votos Inválidos         | Votos Inválidos                | 66    | 4,21 / 100,00   | 2,14 |          |         |
| Total                   | Total                          | 1 565 | 100,00 / 100,00 |      | 9 / 9    |         |
| Eleitorado/Participação | Eleitorado/Participação        | 2 559 | 61,16 / 100,00  | 2,74 |          |         |

#### Moscavide e Portela
| Partido                 | Partido                                         | Votos  | %               | +/-   | Mandatos | +/-     |
| ----------------------- | ----------------------------------------------- | ------ | --------------- | ----- | -------- | ------- |
|                         | Partido Socialista                              | 3 306  | 31,91 / 100,00  | 1,48  | 5 / 13   | Estável |
|                         | PSD-PPM                                         | 2 721  | 26,27 / 100,00  | 14,07 | 4 / 13   | 2       |
|                         | Nós, Cidadãos!                                  | 1 648  | 15,91 / 100,00  | Novo  | 2 / 13   | Novo    |
|                         | Coligação Democrática Unitária                  | 1 164  | 11,24 / 100,00  | 2,78  | 2 / 13   | Estável |
|                         | Bloco de Esquerda                               | 455    | 4,39 / 100,00   | 1,06  | 0 / 13   | Estável |
|                         | CDS – Partido Popular                           | 452    | 4,36 / 100,00   | 0,42  | 0 / 13   | Estável |
|                         | Partido Comunista dos Trabalhadores Portugueses | 162    | 1,56 / 100,00   | 0,01  | 0 / 13   | Estável |
| Votos Inválidos         | Votos Inválidos                                 | 451    | 4,35 / 100,00   | 2,01  |          |         |
| Total                   | Total                                           | 10 359 | 100,00 / 100,00 |       | 13 / 13  |         |
| Eleitorado/Participação | Eleitorado/Participação                         | 19 063 | 54,34 / 100,00  | 3,62  |          |         |

#### Sacavém e Prior Velho
| Partido                 | Partido                        | Votos  | %               | +/-  | Mandatos | +/-     |
| ----------------------- | ------------------------------ | ------ | --------------- | ---- | -------- | ------- |
|                         | Partido Socialista             | 4 272  | 41,90 / 100,00  | 6,90 | 7 / 13   | 1       |
|                         | Coligação Democrática Unitária | 2 605  | 25,55 / 100,00  | 6,92 | 4 / 13   | 1       |
|                         | PSD-PPM                        | 1 763  | 17,29 / 100,00  | 4,34 | 2 / 13   | Estável |
|                         | Bloco de Esquerda              | 549    | 5,38 / 100,00   | 1,52 | 0 / 13   | Estável |
|                         | CDS – Partido Popular          | 363    | 3,56 / 100,00   | 0,26 | 0 / 13   | Estável |
| Votos Inválidos         | Votos Inválidos                | 643    | 6,31 / 100,00   | 2,83 |          |         |
| Total                   | Total                          | 10 195 | 100,00 / 100,00 |      | 13 / 13  |         |
| Eleitorado/Participação | Eleitorado/Participação        | 19 759 | 51,60 / 100,00  | 4,06 |          |         |

#### Santa Iria de Azoia, São João da Talha e Bobadela
| Partido                 | Partido                                         | Votos  | %               | +/-  | Mandatos | +/-     |
| ----------------------- | ----------------------------------------------- | ------ | --------------- | ---- | -------- | ------- |
|                         | Partido Socialista                              | 8 024  | 38,92 / 100,00  | 2,42 | 8 / 19   | 1       |
|                         | Coligação Democrática Unitária                  | 6 347  | 30,78 / 100,00  | 5,62 | 7 / 19   | 1       |
|                         | PSD-PPM                                         | 2 970  | 14,40 / 100,00  | 4,63 | 3 / 19   | 1       |
|                         | Bloco de Esquerda                               | 919    | 4,46 / 100,00   | 1,26 | 1 / 19   | 1       |
|                         | Partido Comunista dos Trabalhadores Portugueses | 670    | 3,25 / 100,00   | 0,05 | 0 / 19   | Estável |
|                         | CDS – Partido Popular                           | 533    | 2,59 / 100,00   | 0,11 | 0 / 19   | Estável |
| Votos Inválidos         | Votos Inválidos                                 | 1 155  | 5,60 / 100,00   | 2,52 |          |         |
| Total                   | Total                                           | 20 618 | 100,00 / 100,00 |      | 19 / 19  |         |
| Eleitorado/Participação | Eleitorado/Participação                         | 37 212 | 55,41 / 100,00  | 2,47 |          |         |

#### Santo Antão e São Julião do Tojal
| Partido                 | Partido                        | Votos | %               | +/-   | Mandatos | +/-     |
| ----------------------- | ------------------------------ | ----- | --------------- | ----- | -------- | ------- |
|                         | Coligação Democrática Unitária | 2 192 | 56,13 / 100,00  | 8,28  | 9 / 13   | 2       |
|                         | Partido Socialista             | 924   | 23,66 / 100,00  | 12,38 | 3 / 13   | 2       |
|                         | PSD-PPM                        | 381   | 9,76 / 100,00   | 3,54  | 1 / 13   | Estável |
|                         | Bloco de Esquerda              | 156   | 3,99 / 100,00   | 1,40  | 0 / 13   | Estável |
|                         | CDS – Partido Popular          | 81    | 2,07 / 100,00   | 0,10  | 0 / 13   | Estável |
| Votos Inválidos         | Votos Inválidos                | 171   | 4,38 / 100,00   | 0,76  |          |         |
| Total                   | Total                          | 3 905 | 100,00 / 100,00 |       | 13 / 13  |         |
| Eleitorado/Participação | Eleitorado/Participação        | 6 752 | 57,83 / 100,00  | 2,43  |          |         |

#### Santo António dos Cavaleiros e Frielas
| Partido                 | Partido                        | Votos  | %               | +/-  | Mandatos | +/-     |
| ----------------------- | ------------------------------ | ------ | --------------- | ---- | -------- | ------- |
|                         | Partido Socialista             | 4 022  | 35,77 / 100,00  | 0,63 | 8 / 19   | Estável |
|                         | Coligação Democrática Unitária | 3 457  | 30,75 / 100,00  | 1,86 | 6 / 19   | 1       |
|                         | PSD-PPM                        | 2 017  | 17,94 / 100,00  | 3,52 | 4 / 19   | 1       |
|                         | Bloco de Esquerda              | 800    | 7,11 / 100,00   | 1,73 | 1 / 19   | Estável |
|                         | CDS – Partido Popular          | 364    | 3,24 / 100,00   | 0,51 | 0 / 19   | Estável |
| Votos Inválidos         | Votos Inválidos                | 584    | 5,20 / 100,00   | 3,50 |          |         |
| Total                   | Total                          | 11 244 | 100,00 / 100,00 |      | 19 / 19  |         |
| Eleitorado/Participação | Eleitorado/Participação        | 24 539 | 45,82 / 100,00  | 4,43 |          |         |

#### Juntas antes e depois das Eleições
| Freguesia                                         | 2013-2017 | 2013-2017                      | 2013-2017      | 2017-2021 | 2017-2021                      | 2017-2021      |
| ------------------------------------------------- | --------- | ------------------------------ | -------------- | --------- | ------------------------------ | -------------- |
| Bucelas                                           |           | Coligação Democrática Unitária | 47,31 / 100,00 |           | Coligação Democrática Unitária | 43,22 / 100,00 |
| Camarate, Unhos e Apelação                        |           | Coligação Democrática Unitária | 34,85 / 100,00 |           | Partido Socialista             | 34,32 / 100,00 |
| Fanhões                                           |           | Partido Socialista             | 46,84 / 100,00 |           | Coligação Democrática Unitária | 35,88 / 100,00 |
| Loures                                            |           | Coligação Democrática Unitária | 37,21 / 100,00 |           | Coligação Democrática Unitária | 33,20 / 100,00 |
| Lousa                                             |           | PSD-PPM-MPT                    | 59,37 / 100,00 |           | PSD-PPM                        | 63,13 / 100,00 |
| Moscavide e Portela                               |           | PSD-PPM-MPT                    | 40,34 / 100,00 |           | Partido Socialista             | 31,91 / 100,00 |
| Sacavém e Prior Velho                             |           | Partido Socialista             | 35,00 / 100,00 |           | Partido Socialista             | 41,90 / 100,00 |
| Santa Iria de Azoia, São João da Talha e Bobadela |           | Partido Socialista             | 36,50 / 100,00 |           | Partido Socialista             | 38,92 / 100,00 |
| Santo Antão e São Julião do Tojal                 |           | Coligação Democrática Unitária | 47,85 / 100,00 |           | Coligação Democrática Unitária | 56,13 / 100,00 |
| Santo António dos Cavaleiros e Frielas            |           | Partido Socialista             | 35,14 / 100,00 |           | Partido Socialista             | 35,77 / 100,00 |